# 生命中不能承受之轻
《生命中不能承受之轻》（捷克語：Nesnesitelná lehkost bytí）是捷克裔法國作家米兰·昆德拉於1984年所写的小说。小说的背景设在布拉格，内容涉及相当多的哲学观念。“米兰·昆德拉借此奠定了他作为世界上最伟大的在世作家的地位。”（《纽约时报》语）
该书的中文译本最早由韩少功与其姐韩刚于1985年根据英译本翻译，1987年在中国大陆由作家出版社内部出版，1988年在台湾由時報文化出版。1989年台湾遠景出版社出版呂嘉行的译本，书名改为《生命裏難以承受的輕》。2003年上海译文出版社又出版了由南京大学教授许钧根据法文版翻译的版本，书名也变为《不能承受的生命之轻》。2004年台灣皇冠出版社根據最新法文譯本再次出版繁體中文譯本，由尉遲秀翻譯。

## 登場角色
托馬斯（Tomáš）
故事主要男主角，喜親近女色尋歡的醫師，因為和前妻離異不願探視孩子，被父母斷絕往來，養成習慣親近女色但絕不發展進一步親密關係的習慣。故事初始時和薩賓娜為情夫（婦）關係。和餐館女侍特瑞莎結婚後仍和薩賓娜互有往來。布拉格之春期間為取得自由和特瑞莎遷居日內瓦，後因為欲跟特瑞莎生活，以交出護照不得再出境的代價返回布拉格而受政治清算，擔任洗窗工餬口維生。最終和特瑞莎於車禍中同時喪生。
特瑞莎（Tereza）
故事的兩位重要女主角之一，個性內斂的餐館女侍，擅長攝影。故事初始時邂逅托馬斯與之結婚，獲薩賓娜協助啟發靈感。布拉格之春期間，因為大量拍攝和傳播攸關該事件的照片，受國外媒體矚目；但在偕同托馬斯搬遷至日內瓦之後，因為無法忍受托馬斯的輕浮和不願成為其負擔而先行遷回布拉格，返國後更因為嘗試和外人發生性關係後產生厭己的想法。最終和托馬斯於車禍中同時喪生。
薩賓娜（Sabina）
故事的兩位重要女主角之一，和托馬斯抱持友誼以上性關係的藝術家。邂逅特瑞莎後啟發後者的攝影靈感。為逃避政治迫害遷居日內瓦，和大學教授弗蘭茨短暫相戀後，因為雙方理念不同而離開弗蘭茨，劇末獲知托馬斯和特瑞莎的死訊。
弗蘭茨（Franz）
和薩賓娜有過短暫情緣的大學教授，為了和薩賓娜在一起而和妻子離異，但由於雙方理念不同導致戀情以分手告終。後來和某位女學生相戀，在參與遊行的過程中遭遇搶劫，被搶匪重擊成傷，最後在離異的妻子的陪伴下逝世。

## 主題分析

### 永劫回归
- 如果生命的每一秒钟都得重复无数次，我们就会像耶稣基督钉在十字架上那样，被钉在永恒之上。这概念很残酷。在永劫回归的世界里，每一个动作都负荷着让人不能承受的重责大任。这正是为什么尼采会说，永劫回归的概念是最沉重的负担（das schwerste Gewicht）。[3]

### 輕與重
- 尽管永劫回归是最沉重的负担，在这片背景布幕上，我们的生命依然可以在它辉煌灿烂的轻盈之中展现出来。可「重」真是残酷？而「轻」真是美丽？最沉重的负担压垮我们，让我们屈服，把我们压倒在地。可是在世世代代的爱情诗篇里，女人渴望的却是承受男性肉体的重担。于是，最沉重的负担同时也是最激越的生命实现的形象。负担越沉重，我们的生命就越贴近地面，生命就越写实也越真实。相反的，完全没有负担会让人的存在变得比空气还轻，会让人的存在飞起，远离地面，远离人世的存在，变得只是似真非真，一切动作都变得自由自在，却又无足轻重。[來源請求]

### 媚俗
书中昆德拉奏响了他的四重奏：托马斯，特瑞莎，萨宾纳与弗兰茨。通过各个人物的角度讲述了一个存在主义的主题，重还是轻？政治对人生命的扭曲程度到底有多大？昆德拉借萨宾娜的口说出了“我不是反共，我是反对媚俗！”。借此表示了他自己的取向。

## 电影
该书于1988年改编成电影，由菲利普·考夫曼（Philip Kaufman）导演，丹尼尔·戴-刘易斯，茱丽叶·比诺什，和丽娜·奥琳（Lena Olin） 主演。电影获得1988年美国国家影评人协会奖最佳影片奖和最佳导演奖、英国学院奖最佳改编剧本奖等奖项，另外也获得当年的奥斯卡金像奖及美国金球奖提名。

## 外部連結
- 互联网电影数据库（IMDb）上《生命中不能承受之輕》的资料（英文）